# 石野弘子
石野 弘子（いしの ひろこ、本名同じ ）は、日本のファッションデザイナーである。

## 経歴・人物
歌手・女優の石野真子、いしのようこ（旧表記・石野陽子）の実母である。
デザインの基本コンセプトは東洋と西洋の融合、オートクチュール。
現在、日本デザイン文化協会（NDK理事）理事。
- 1970年 クチュールJARDIN設立
- 1972年 パリ留学（立体裁断他）
- 1980年 NHK今日のレポート”神宮モードを今に”日本の美 ショー形式で放映される

　　　　　国際手芸コンクール1980年（全日装）グランプリ受賞
- 1985年 夢舞ブランド設立
- 1998年 NDKデザイン賞他受賞多数有

## 主なテレビ出演
- NHKドキュメンタリー「神宮モードを今に」日本の美